# تنگه ملاکا
تنگهٔ ملاکا یا تنگهٔ مالاکا (در زبان مالایی: سلات ملاکا) ملکه نام آب‌راهی درمیان سوماترا و شبه‌جزیره مالایاست که دریای آندامان در اقیانوس هند را به دریای چین جنوبی در اقیانوس آرام متصل می‌سازد. کشور سنگاپور در جنوبی‌ترین نقطهٔ این تنگه واقع شده‌است. نام این تنگه برگرفته از نام بندر ملاکا (ملاکای امروزی) در مالزی است که در سده‌های ۱۶ و ۱۷ میلادی از اهمیت به‌سزایی برخوردار بود.
تنگهٔ ملاکا قیفی‌شکل است و مساحتی پیرامون ۶۵ هزار کیلومتر مربع را درمی‌گیرد. این تنگه ۸۰۰ کیلومتر طول و بین ۵۰ تا ۳۲۰ کیلومتر عرض دارد که باریکترین قسمت آن در جنوب تنگه واقع شده و به سمت شمال عریض‌تر می‌شود. همچنین از نظر عمق‌شناسی نیز این تنگه در بخش‌های جنوبی خود به‌ندرت بیش از ۳۷ متر عمق داشته و این عدد معمولاً در حدود ۲۷ متر اندازه‌گیری می‌شود. اما به سوی شمال غربی بر ژرفای تنگهٔ ملاکا افزوده شده و در محل تلاقی آن با حوزهٔ آبریز دریای آندامان به ۲۰۰ متر نیز می‌رسد.
تنگهٔ ملاکا یکی از مهم‌ترین گذرگاه‌های دریایی جهان شناخته می‌شود و از مهم‌ترین بندرهای آن می‌توان به بندر بِلاوان در اندونزی و بندرهای ملاکا و پِنانگ در مالزی اشاره نمود. نزدیک به یک چهارم از محموله‌های نفت خام دنیا از این تنگه عبور می‌کنند که پس از تنگه هرمز مهم‌ترین شاهراه حمل و نقل دریایی نفت در دنیا به‌شمار می‌رود. این تنگه در طول تاریخ در کنترل اعراب، هلندی‌ها، پرتغالی‌ها و بریتانیایی‌ها بود و در سدهٔ ۱۹ میلادی، دزدان دریایی از آن به عنوان پناهگاهی برای تهدید کشتی‌های تجاری هلندی و انگلیسی استفاده می‌کردند. مشکل دزدی دریایی حتی در آغاز دههٔ ۲۰۰۰ میلادی نیز ادامه داشت.